# Aldrichetta
Aldrichetta is een monotypisch geslacht van straalvinnige vissen uit de familie van harders (Mugilidae).

## Soort
- Aldrichetta forsteri (Valenciennes, 1836)